# Відзнака Міністра внутрішніх справ «Закон та порядок»
Відзнака Міністра внутрішніх справ «Закон та порядок» — відомча заохочувальна відзнака Міністерства внутрішніх справ України.
Відзнака не увійшла до нової системи відзнак МВС України, що діє від 2013 року.

## Історія нагороди
- Відзнака була заснована наказом Міністерства внутрішніх справ України № 611 від 10 грудня 2010 року.[1]
- 30 травня 2012 року Президент України В. Ф. Янукович видав Указ, яким затвердив нове положення про відомчі заохочувальні відзнаки; міністрам, керівникам центральних органів виконавчої влади, керівникам (командувачам) військових формувань, державних правоохоронних органів було доручено забезпечити в установленому порядку перегляд актів про встановлення відомчих заохочувальних відзнак, приведення таких актів у відповідність із вимогами цього Указу[2]. Протягом 2012–2013 років Міністерством внутрішніх справ України була розроблена нова система заохочувальних відзнак[3], що вже не містила Відзнаки Міністра внутрішніх справ «Закон та порядок».